# Basketball-Weltmeisterschaft der Damen 1971
Die Basketball-Weltmeisterschaft der Damen 1971 (offiziell: World Championship for Women 1971) war die sechste Basketball-Weltmeisterschaft der Frauen. Ursprünglich sollte die Weltmeisterschaft bereits 1970 in Chile stattfinden, wurde aber um ein Jahr verschoben und nach Brasilien verlegt, nachdem Chile sein Angebot zur Ausrichtung des Turniers zurückgezogen hatte. Das Turnier fand vom 15. bis 29. Mai 1971 in Brasilien statt.
Dreizehn Nationalmannschaften nahmen unter der Schirmherrschaft des Weltbasketballverbandes FIBA an dem Turnier teil, darunter mit Madagaskar zum ersten Mal eine Mannschaft vom afrikanischen Kontinent. Die Sowjetunion gewann den Titel zum vierten Mal in Folge. Silber ging an die Tschechoslowakei und Bronze an Gastgeber Brasilien.

## Spielorte
Die Austragungsorte der Spiele befanden sich in den Städten São Paulo, Recife, Niterói und der Hauptstadt Brasilia.
| Brasilia |

| Niterói |

| Recife |

| São Paulo |

## Vorrunde
In der Vorrunde wurden die Mannschaften  (mit Ausnahme des Gastgebers Brasilien) in drei Gruppen zu je vier Mannschaften aufgeteilt. Die beiden besten Teams aus jeder Gruppe zogen in die Finalrunde ein. Gastgeber Brasilien zog direkt in die Finalrunde ein.

### Gruppe A
| Platz | Team             | Sp. | S | N | Korbpunkte | Diff. | Punkte |
| ----- | ---------------- | --- | - | - | ---------- | ----- | ------ |
| 1.    | Tschechoslowakei | 3   | 3 | 0 | 258:131    | +127  | 6      |
| 2.    | Japan            | 3   | 2 | 1 | 256:142    | +114  | 5      |
| 3.    | Australien       | 3   | 1 | 2 | 174:206    | −32   | 4      |
| 4.    | Madagaskar       | 3   | 0 | 3 | 122:331    | −209  | 3      |

### Gruppe B
| Platz | Team               | Sp. | S | N | Korbpunkte | Diff. | Punkte |
| ----- | ------------------ | --- | - | - | ---------- | ----- | ------ |
| 1.    | Südkorea           | 3   | 3 | 0 | 243:138    | +105  | 6      |
| 2.    | Frankreich         | 3   | 2 | 1 | 199:162    | +37   | 5      |
| 3.    | Vereinigte Staaten | 3   | 1 | 2 | 177:190    | −13   | 4      |
| 4.    | Ecuador            | 3   | 0 | 3 | 122:251    | −129  | 3      |

### Gruppe C
| Platz | Team        | Sp. | S | N | Korbpunkte | Diff. | Punkte |
| ----- | ----------- | --- | - | - | ---------- | ----- | ------ |
| 1.    | Sowjetunion | 3   | 3 | 0 | 244:103    | +141  | 6      |
| 2.    | Kuba        | 3   | 2 | 1 | 160:164    | −4    | 5      |
| 3.    | Kanada      | 3   | 1 | 2 | 154:206    | −52   | 4      |
| 4.    | Argentinien | 3   | 0 | 3 | 107:192    | −85   | 3      |

## Platzierungsrunde
Die Mannschaften, die die Finalrunde nicht erreichten, spielten in der Platzierungsrunde im Rundenturnier-Modus die Plätze 8 bis 13 aus.
| Platz | Team               | Sp. | S | N | Korbpunkte | Diff. | Punkte |
| ----- | ------------------ | --- | - | - | ---------- | ----- | ------ |
| 1.    | Vereinigte Staaten | 5   | 5 | 0 | 357:280    | +77   | 10     |
| 2.    | Australien         | 5   | 4 | 1 | 320:249    | +71   | 9      |
| 3.    | Kanada             | 5   | 3 | 2 | 353:317    | +36   | 8      |
| 4.    | Argentinien        | 5   | 2 | 3 | 327:326    | +1    | 7      |
| 5.    | Ecuador            | 5   | 1 | 4 | 320:343    | −23   | 6      |
| 6.    | Madagaskar         | 5   | 0 | 5 | 248:410    | −162  | 5      |

## Finalrunde
In der Finalrunde spielten die sieben Mannschaften im Rundenturnier-Modus um die Weltmeisterschaft und die weiteren Plätze zwei bis sieben.
| Platz | Team             | Sp. | S | N | Korbpunkte | Diff. | Punkte |
| ----- | ---------------- | --- | - | - | ---------- | ----- | ------ |
| 1.    | Sowjetunion      | 6   | 6 | 0 | 521:334    | +187  | 12     |
| 2.    | Tschechoslowakei | 6   | 4 | 2 | 418:386    | +32   | 10     |
| 3.    | Brasilien        | 6   | 4 | 2 | 372:399    | −27   | 10     |
| 4.    | Südkorea         | 6   | 3 | 3 | 414:412    | +2    | 9      |
| 5.    | Japan            | 6   | 2 | 4 | 365:419    | −54   | 8      |
| 6.    | Frankreich       | 6   | 1 | 5 | 336:410    | −74   | 7      |
| 7.    | Kuba             | 6   | 1 | 5 | 349:415    | −66   | 7      |

## Endstand
Der offizielle Endstand zum Abschluss des Turniers:
| Rang   | Team               | Bilanz | WM-Teilnahme |
| ------ | ------------------ | ------ | ------------ |
| Gold   | Sowjetunion        | 9:0    | 5.           |
| Silber | Tschechoslowakei   | 7:2    | 5.           |
| Bronze | Brasilien          | 4:2    | 5.           |
| 4      | Südkorea           | 6:3    | 3.           |
| 5      | Japan              | 4:5    | 3.           |
| 6      | Frankreich         | 3:6    | 3.           |
| 7      | Kuba               | 3:6    | 3.           |
| 8      | Vereinigte Staaten | 6:2    | 5.           |
| 9      | Australien         | 5:3    | 3.           |
| 10     | Kanada             | 4:4    | 1.           |
| 11     | Argentinien        | 2:6    | 4.           |
| 12     | Ecuador            | 1:7    | 1.           |
| 13     | Madagaskar         | 0:8    | 1.           |